# Command & Conquer 3: Tiberium Wars
Command & Conquer 3: Tiberium Wars là game chiến thuật thời gian thực được phát triển và phát hành bởi Electronic Arts cho Windows, Mac OS X và Xbox 360, và phát hành quốc tế tháng 3 năm 2007 . Đây là phần tiếp theo trực tiếp của Command & Conquer: Tiberian Sun của Westwood Studios, một công ty đã không còn tồn tại vì được mua lại và thanh lý bởi EA vào năm 2003, Tiberium Wars trở về phân nhánh chính của dòng Command & Conquer là Tiberium, gồm 2 phe Global Defense Initiative và Brotherhood of Nod, và cũng giới thiệu một phe mới ngoài Trái Đất được gọi là Scrin. Một bản mở rộng, có tên Command & Conquer 3: Kane's Wrath đã được phát hành vào ngày 24 tháng 3 năm 2008.
Tiberium Wars diễn ra trong năm 2047, với sự ra đời và trong "Third Tiberium War" khi Brotherhood of Nod mở một cuộc tấn công trên toàn thế giới chống lại Global Defense Initiative, bất ngờ kết thúc 17 năm trong im lặng và làm tê liệt các lực lượng GDI ở khắp mọi nơi. Với tỷ lệ ủng hộ nghiêng về Brotherhood, GDI chỉ huy quân đội của họ và bắt đầu cuộc chiến đấu chống lại sự tái xuất hiện lần thứ hai của Nod, cố gắng khôi phục lại hy vọng đã mất. Ở giữa tất cả, một phe có thể chơi mới xuất hiện: Scrin.

## Cách chơi
Trò chơi thường đòi hỏi người chơi phải xây dựng một căn cứ và có được nguồn tài nguyên, để tài trợ cho việc sản xuất liên tục của các loại lực lượng nào đó để tấn công và chinh phục căn cứ của đối thủ. Tất cả các cấu trúc của các phe phái được lựa chọn bởi người chơi được xây dựng tại chỗ ở xung quanh một tòa nhà được gọi là "Construction Yard" của GDI và Nod hay "Drone Platform" của Scrin-mà thường bắt đầu như xe hay máy bay kích thước lớn có khả năng triển khai thành công trình nói trên - hay cách khác là công trình với cần cẩu "hỗ trợ" và "đúc". Sau khi triển khai "Construction Yard"/"Drone Platform" người chơi có thể chọn một địa điểm gần đó (trong 1 bán kính xung quanh) để xây các công trình khác vốn sẽ được xây dựng một cách nhanh chóng.
Tiberium là tài nguyên duy nhất và thường được thu thập từ các bãi quặng tinh thể Tiberium phân tán xung quanh bản đồ. Các tinh thể được thu thập bằng xe chuyên dụng và mang đến nhà máy lọc quặng, biến Tiberium thành tiền.
Tất cả ba phe phái có cấu trúc và các đơn vị có chức năng tương tự nhau tuy nhiên lại được điều chỉnh để phù hợp với chủ đề của từng phe phái và có một chút thay đổi. Các đơn vị có thể được phân loại vào bộ binh, xe, máy bay, với mỗi phân khu riêng của họ (chống bộ binh, xe, máy bay, công trình và sự kết hợp của chúng). Các đơn vị hiệu quả chống lại đối thủ theo nguyên tắc kéo-búa-bao trong hầu hết các trò chơi chiến thuật thời gian thực.
Hầu như tất cả các loại công trình trong các trò chơi hoạt động như một cây công nghệ, và các đơn vị bổ sung, công trình và khả năng cụ thể của các phe sẽ trở thành có sẵn như khi các công trình mới được xây dựng và thiết lập. Truy cập vào các đơn vị tiên tiến và khả năng có thể được tạm thời bị chặn nếu các công trình yêu cầu bị phá hủy, hoặc không được cung cấp điện đầy đủ bởi công trình hỗ trợ "nhà máy điện" ("power plant").
Công trình phòng thủ được cung cấp bởi tháp phòng thủ chuyên ngành. Sau đó vào trong game, người chơi có thể bắt đầu xây dựng các công trình phòng thủ chết người hơn như "Sonic Emitters" của Global Defense Initiative's, "Storm Columns" của Scrin hoặc biểu tượng "Obelisk of Light" của Brotherhood of Nod. Trong hệ thống phòng thủ người chơi có thể xây dựng một loại xe đặc biệt có tính năng mở rộng khả năng xây dựng như "MCV" nhưng không có khả năng xây dựng.

### Chơi đơn
Câu chuyện duy nhất dẫn hướng cho người chơi cho chế độ single player của Command & Conquer 3 là bao gồm 38 nhiệm vụ , trải rộng trên ba chiến dịch. Mỗi chiến dịch miêu tả quan điểm của phe tương ứng của nó trong "Third Tiberium War", với câu chuyện đang miêu tả được đẩy mạnh bởi các đoạn phim cắt cảnh xuất hiện ở giữa mỗi nhiệm vụ của chiến dịch. Người chơi có thể chọn để bắt đầu với một trong hai chiến dịch của Global Defense Initiative hoặc Brotherhood of Nod. Tuy nhiên, cả hai chiến dịch của hai phe phái gốc được yêu cầu là phải hoàn thành trước khi 4 nhiệm vụ của phe mới thứ ba là Scrin được mở khóa và có thể chơi được.
Mỗi nhiệm vụ của chiến dịch chứa mục tiêu chính, mà khi hoàn thành sẽ ngay lập tức sẽ kết thúc nhiệm vụ thành công. Một số mục tiêu thưởng tùy chọn sẽ được bổ sung, và có thể, khi hoàn thành, làm cho mục tiêu chính dễ dàng hoàn thành hơn. Tất cả các nhiệm vụ riêng biệt của chiến dịch có thể chọn độ khó trên màn hình "tải" trước khi chúng được bắt đầu, gồm "Easy", "Normal" và "Hard".
Khi người chơi ngày càng tiến sâu vào chiến dịch, một mục mới trong trò chơi gọi "Intelligence Database" sẽ mở khóa, cung cấp các thông tin cơ sở bổ sung về cốt truyện, các phe phái, cũng như cấu trúc và đơn vị của họ. Một số mục cơ sở dữ liệu đòi hỏi người chơi phải hoàn thành các mục tiêu thưởng của các nhiệm vụ khác nhau trước khi có thể được truy cập. Tuy nhiên, do lỗi trong mã của trò chơi mà hai mục dữ liệu chính không thể được thu thập mà không có việc sử dụng công cụ mod tải về. Tất cả các đoạn phim cắt cảnh mà người chơi đã mở khóa thông qua chiến dịch được làm sẵn để có thể xem bất kỳ lúc nào trong menu "Transmission Log".
Chế độ skirmish trong Tiberium Wars gồm nhiều tính năng cài đặt AI trong đó có thể gồm một kiểu - hoặc kết hợp - chiến lược RTS cổ điển , như "balancer", "turtler", "rusher" và "steamroller". Các cài đặt này bổ sung thêm hành vi với độ khó khác nhau, từ "Easy" tới "Medium" tới "Hard" và "Brutal", cùng với cài đặt "handicap" vốn có thể được áp dụng cho AI, người chơi, hoặc cả hai. Bất cứ khi nào hoàn thành một màn skirmish thành công, một ngôi sao được đặt bên cạnh bản đồ trong menu skirmish, cho thấy người chơi đã chiến thắng trong cuộc đụng độ với một mức độ khó khăn nhất định.

### Chơi mạng
Command và Conquer 3: Tiberium Wars hỗ trợ Chơi mạng trên mạng LAN, và chơi online trên máy chủ GameSpy . Người chơi có thể tham gia vào "1v1", "2v2", và gia tộc dựa trên "1v1" và "2v2" -từng sử dụng hệ thống xếp hạng Elo riêng biệt-hoặc có thể chọn để chơi không xếp hạng. Ngoài các thang điểm chính thức, một số thang điểm độc lập đã được thiết lập, nổi bật nhất trong số đó hiện đang là "clanwars.cc ".
Chơi mạng qua băng thông rộng được dựa trên chương trình hỗ trợ VoIP .

#### BattleCast
EA cho tiến hành một nỗ lực thông qua Command & Conquer 3: Tiberium Wars đến thị trường "RTS như một môn thể thao" , thông qua một dự án "BattleCast", một dịch vụ tập trung vào trò chơi trên trang web chính thức official website. "BattleCast" được thiết kế để cho phép người chơi sắp xếp lịch thi đấu sắp với những người khác, và để phục vụ như một kho lưu trữ tập trung các đoạn phát lại của trận đấu trước đó. "BattleCast" bổ sung cho phép người chơi có chức năng như nhà bình luận trong trò chơi, cung cấp một mô tả hoạt động của các trận đấu khi nó diễn ra. Các nhà bình luận có thể nói chuyện với các quan sát viên khác của một trò chơi thông qua "BattleCast". 
Một "BattleCast Viewer" miễn phí có sẵn để tải về từ trang web chính thức của C&C . Điều này sẽ cho phép những người không sở hữu trò chơi có thể xem người khác chơi . Người chơi cũng có thể tải thêm bản đồ để chơi thêm.

## Phe phái

### Global Defense Initiative

Biểu tượng của GDI

Nội bộ cơ cấu và tổ chức của Global Defense Initiative khá giống với một siêu quốc gia (supranational) quy mô lớn và tập hợp của tất cả quân đội hiện đại của thế giới thành một lực lượng quân sự toàn cầu hóa . GDI có khả năng triển khai ngay lập tức số lượng lớn các binh sĩ được đào tạo và trang bị đầy đủ với sự hậu thuẫn của các đơn vị mặt đất mạnh mẽ, không quân và hải quân đến bất kỳ điểm nào trên hành tinh, và điều này làm cho tổ chức có quy mô mạnh mẽ và lớn hơn nhiều so với bất kỳ lực lượng quân sự ngoài đời có thể sở hữu . Global Defense Initiative sử dụng cả các loại xe quân đội cao cấp và hỏa lực mạnh, làm cho chúng thường mạnh hơn lực lượng Nod trong cuộc đối đầu trực tiếp, nhưng lại cồng kềnh và ít linh hoạt hơn. Nod nổi tiếng là giỏi khai thác những điểm yếu đó thông qua sự kết hợp của chiến tranh du kích tương lai với công nghệ dựa trên Tiberium . Đến năm 2047, lực lượng GDI đã được cơ cấu lại để cho phép cho các hoạt động với nhiều kịch bản chiến tranh, thông qua việc thành lập, điều hành các căn cứ trên tất cả các loại địa hình khác nhau , và triển khai các lực lượng mặt đất và lực lượng không quân hỗ trợ bởi mạng lưới pháo vệ tinh quỹ đạo tiên tiến nhất trong lịch sử. Trong trò chơi, đơn vị của họ khi một chọi một thì mạnh hơn so với Nod và Scrin. Siêu vũ khí của họ là Ion Canon, một vũ khí quỹ đạo đã xuất hiện trong phân nhánh Tiberium đến nay, trước đây chỉ có khả năng phá hủy một tòa nhà duy nhất tại một thời điểm thì nay có thể tàn phá một vùng rộng lớn, thông qua 8 chùm tia ion nhỏ tập hợp vào trung tâm và ion hóa không khí trước khi tạo thành một vụ nổ cực mạnh .

### Brotherhood of Nod

Biểu tượng của Nod

Brotherhood of Nod là một tổ chức bí ẩn khởi nguồn từ xã hội Abraham với nguồn gốc cổ đại , mà trong thời hiện đại bắt đầu thể hiện các đặc điểm kết hợp của một phong trào tôn giáo rộng lớn, một tập đoàn đa quốc gia và phân cấp nhà nước quốc gia, nhưng lại không thiên về yếu tố nào cả . Nod được dẫn dắt bởi một người đàn ông bí ẩn chỉ được biết đến như là Kane , và ảnh hưởng của nó trên thế giới với sự ra đời của các sự kiện trong đó Command & Conquer 3: Tiberium Wars đạt được tình trạng của một siêu cường độc đáo . Brotherhood of Nod đại diện cho một quân đội tôn giáo linh hoạt, khó nắm bắt và trên toàn thế giới đã phát triển mạnh về sức mạnh tinh vi tổng hợp giữa công nghệ chiến tranh du kích và lực lượng huấn luyện tốt được trang bị nghệ thuật truyền thông nhà nước và các hệ thống vũ khí tiên tiến nhất hiện có, đã được bắt nguồn từ sự hiểu biết chuyên nghiệp duy nhất của Brotherhood là công nghệ quân sự dựa trên Tiberium . Chiến thuật của Nod được đánh giá cao và tàn ác hơn của GDI, thường thấy ít hoặc không có liên quan đến cuộc sống con người, và niềm đam mê tôn giáo của họ với Tiberium cũng khiến họ sử dụng chất nguy hiểm và độc hại trên để tấn công bất cứ khi nào có thể. Lực lượng Nod thường yếu hơn GDI hoặc Scrin khi bắt đầu trận đánh, nhưng việc sử dụng công nghệ tàng hình, chiến thuật đánh-và-chạy tiên tiến của họ để kiểm soát nhịp độ trận đấu, cũng như phá hoại đối thủ. Giống như trong bản gốc C&C, siêu vũ khí trong trò chơi của họ là tên lửa hạt nhân , thay thế tên lửa chùm và hóa chất trong Command & Conquer: Tiberian Sun.

### Scrin

Biểu tượng của Scrin

Phe thứ ba đặc trưng trong Tiberium Wars là một thế lực ngoài Trái Đất chỉ được biết đến như là Scrin, những người đã đến để thu hoạch tất cả các quặng Tiberium trên Trái Đất . Họ không được gọi theo tên, mặc dù một tham chiếu của tên họ tồn tại trong một tập tin tình báo GDI:"... bốn chữ biên dịch là: anh em, lên, kẻ thù và Scrin. Điều này tạo một số nhầm lẫn về danh tính của những kẻ xâm lược dù họ là chính là Scrin hoặc họ hàng của họ..."; họ chỉ được GDI gọi là "kẻ xâm lược" và "người ngoài hành tinh", còn Nod là "khách viếng thăm". Họ vẫn không hoạt động dọc theo Hệ mặt trời trong một thiên niên kỷ, cho đến khi được đánh thức bởi vụ nổ lớn của trái bom chất lỏng Tiberium bên dưới "Temple Prime" của Brotherhood of Nod, và tiết lộ rằng GDI biết về sự tồn tại của họ từ Tacitus, một quả cầu dữ liệu ngoài hành tinh bị chiếm bởi Kane vào cuối Tiberian Sun, dẫn đến việc nâng cấp Ion Canon. Khi đến gần Trái Đất, họ ngạc nhiên khi gặp phải lực lượng quân sự mạnh mẽ (theo bộ phim chiến dịch giới thiệu Scrin, "dân số cấp IV trên 50% bề mặt hành tinh" và "dân số cấp V trên 20% bề mặt hành tinh") vẫn còn đối phó với lây lan của Tiberium, và nhanh chóng tiến hành để khởi động một cuộc tấn công vào các thành phố trực thuộc Trái Đất. Điều này được thực hiện chủ yếu cho mục đích đe dọa vì mục tiêu thực sự của Scrin là xây dựng các tòa tháp Threshold lớn trên khắp hành tinh. Đơn vị và các công trình của Scrin hiển thị dưới dạng cơ khí sinh học và côn trùng, và có nền kinh tế và quân sự liên quan trực tiếp đến Tiberium , bao gồm khả năng thúc đẩy sự tăng trưởng của chất này, lưu trữ nó với số lượng vô hạn, và sử dụng nó để nâng cao hiệu suất các đơn vị của họ. Scrin có một lực lượng hạm đội hùng mạnh trên không , có khả năng xây dựng nhanh máy bay chiến đấu "Stormrider", tàu chiến "Devastator" và "Planetary Assault Carriers", có khả năng tạo ra những cơn bão ion hóa. Phe này cũng có tính năng khả năng tạo ra hố giun để ngay lập tức dịch chuyển các đơn vị trên chiến trường thông qua các phương tiện khác nhau. Scrin được bổ sung khả năng triển khai một đơn vị trên không lớn được gọi là "Mothership", với pháo Catalyst Cannon có thể tàn phá tất cả các công trình trong một bán kính lớn bên dưới nó bằng cách bắt đầu một phản ứng dây chuyền bên trên. Tuy nhiên, "Mothership" rất chậm chạm và dễ bị tấn công. Siêu vũ khí trong trò chơi của họ là "Rift Generator" có khả năng tạo ra một tạo một lỗ hổng trong không-thời gian trong khu vực mục tiêu, lôi tất cả mọi thứ gần nó vào chiều sâu không gian . Theo tình báo GDI về Rift Generator, "nó làm cho khoa học đằng sau Ion Canon nhìn hết sức nguyên thủy" và "tiềm năng hủy diệt của nó ngang bằng với Ion Canon của GDI và tên lửa hạt nhân của Nod."

## Cốt truyện
Câu truyện của ba phe phái trong trò chơi quan hệ chặt chẽ với nhau trong cùng một khoảng thời trang tương tự bản mở rộng Firestorm của Command & Conquer: Tiberian Sun. Chiến dịch của phe nào cũng là tài liệu tham khảo được thực hiện cho các sự kiện và nhiệm vụ xảy ra trong chiến dịch của hai phe phái còn lại.
Command & Conquer 3: Tiberium Wars bắt đầu khoảng 16-17 năm sau khi các sự kiện của Firestorm. Trong khi cuộc xung đột giữa Global Defense Initiative và Brotherhood of Nod có vẻ đã giảm xuống đáng kể, sự phá hoại của Tiberium đã bắt đầu đạt đến mức độ trầm trọng và tiếp tục tiêu diệt hệ sinh thái của Trái Đất ở mức báo động, khiến GDI phân chia thế giới thành ba khu vực địa lý khác nhau dựa trên mức độ phá hoại của từng địa phương . 30% bề mặt của thế giới đã được chỉ định là "Khu đỏ" ("Red Zones"), bị ô nhiễm tồi tệ nhất và còn có thể không còn hỗ trợ con người hay nói cách khác là dạng sống dựa trên carbon. 50% các vùng trên thế giới đã được chỉ định là "Khu vàng" ("Yellow Zone"), đó là vùng nguy hiểm chưa bị ô nhiễm nặng bởi Tiberium nhưng lại có chứa hầu hết dân số thế giới. Nhiều thập kỷ chiến tranh và bất ổn dân sự đã để lại những khu vực này trong tình trạng xã hội sụp đổ và đã tiếp tục cung cấp Brotherhood of Nod cơ hội để che giấu cũng như tuyển dụng nhân lực quy mô lớn trong những năm qua. Còn lại 20% bề mặt của Trái Đất là không bị ảnh hưởng bởi Tiberium và là tương đối nguyên vẹn bởi không bị chạm đến bởi chiến tranh. Những "Khu xanh" ("Blue Zone") được xem là nơi ẩn náu cuối cùng và hy vọng của thế giới văn minh của con người và đã được đặt dưới sự bảo vệ trực tiếp của Global Defense Initiative.
Tháng 3 năm 2047, Brotherhood of Nod bất ngờ bắn tên lửa hạt nhân vào trạm quỹ đạo không gian GDSS Philadelphia của GDI, phá huỷ điểm tựa cho hệ thống chỉ huy của GDI trong một trận đánh lớn duy nhất, sau khi chiếm lấy hệ thống GDI A-SAT tại Trung tâm không gian Goddard trong một cuộc đột kích bất ngờ. Kể từ sau kết thúc của Second Tiberium War, Nod đã âm thầm xây dựng ảnh hưởng và tiềm năng quân sự của mình vào trạng thái của một siêu cường, và bằng cách thực thi sự ổn định, trợ giúp y tế và sự căm ghét chống GDI và Blued Zone từ bên trong lãnh thổ Yellow Zone, Brotherhood được hỗ trợ bởi một tỷ lệ đáng kể của dân số thế giới. Không chuẩn bị để xử lý các cuộc tấn công phối hợp lãnh đạo bởi quân xung kích của Nod trên toàn thế giới, phần còn lại của quan chức chính trị và quân sự của Global Defense Initiative bắt đầu lãnh trách nhiệm và bắt đầu tập hợp tất cả các lực lượng thường trực của mình, quyết tâm thay đổi tình thế và đạt được một chiến thắng mới trước Nod.
Khi cuộc xung đột lan rộng, một lực lượng ngoài Trái Đất chỉ được biết đến như là "Scrin" bước vào cuộc chiến, và thay đổi bản chất của Third Tiberium War hoàn toàn.

### Chiến dịch
Sau khi đẩy lùi sự xâm nhập của Brotherhood of Nod vào một số Blue Zone trên thế giới, Tướng Granger của GDI, với tin tình báo thu thập được từ tù binh chiến tranh Nod, bắt đầu lo sợ rằng Brotherhood có thể chuẩn bị để sử dụng vũ khí hủy diệt hàng loạt và ưu tiên ra lệnh một tấn công vào một nhà máy sản xuất vũ khí hoá học của Nod ở gần Cairo, Ai Cập. Khi đó, GDI phát hiện ra rằng Nod không chỉ chuẩn bị để triển khai đầy đủ vũ khí hạt nhân, nhưng họ cũng đang trong quá trình sản xuất một trái bom chất lỏng Tiberium có sức tàn phá chưa từng thấy. Phản ứng của GDI đã ngăn chặn một cuộc tấn công hạt nhân từ Nod, nhưng Kane tiếp tục xây dựng bom chất lỏng Tiberium trong sở chỉ huy mới của ông là "Temple Prime" tại Sarajevo.
Temple Prime sau đó bị bao vây bởi lực lượng GDI. Tướng Granger lên kế hoạch bao vây cho đến khi Kane và Inner Circle đầu hàng, nhưng Redmond Boyle ra lệnh sử dụng Ion Canon vaò Temple Prime để loại bỏ mối đe dọa của Kane "một lần và mãi mãi". Khi Ion Canon được triển khai bất chấp sự phản đối của Granger, nó kích nổ quả bom chất lỏng Tiberium bên trong ngôi đền, tạo ra một vụ nổ lớn phóng ra ngoài không gian và giết chết hàng triệu người ở Yellow Zone thuộc Đông Âu. Kane và Inner Circle được cho là nằm trong số thương vong.
Ngay sau sự kiện thảm khốc này, mạng lưới giám sát không gian của GDI bất ngờ phát hiện nhiều vật thể lớn không xác định đang nhanh chóng tiến gần Trái Đất. Boyle ra lệnh dùng mạng lưới Ion Canon để chống lại, nhưng các con tàu không bối rối bởi cuộc tấn công và lực lượng ngoài hành tinh, chỉ được biết đến như là Scrin, đổ bộ trên Trái Đất và bắt đầu tiến vào trong các Red Zone trên thế giới, ngay sau khi phát động cuộc tấn công quy mô lớn trên tất cả các thành phố lớn trên toàn cầu. GDI dần nhận ra những cuộc tấn công là để hướng sự chú ý của họ ra khỏi việc xây dựng các tòa tháp lớn ở Red Zone trên thế giới.
Kane, người đã thoát chết bằng cách nào đó, tiết lộ cho người chơi rằng ông cố tình bắt đầu cuộc chiến với GDI để kích động cuộc tấn công bằng Ion Canon vào Temple Prime. Đó là điều duy nhất có thể kích nổ quả bom Tiberium với sức mạnh đủ để thu hút Scrin về Trái Đất. Kane hy vọng giành một trong những tòa tháp được xây dựng của Scrin, đó là các thiết bị dịch chuyển giữa các vì sao mà họ sử dụng để vận chuyển Tiberium ra khỏi hành tinh. Scrin, về phần mình, nhận ra họ đã bị lừa, vì chỉ có 5,3% Tiberium của Trái Đất là hoàn toàn trưởng thành. Tò mò, họ nhận ra Kane từ ngân hàng dữ liệu của họ, và tìm kiếm để tìm hiểu thêm về ông ta.
GDI thành công trong việc phá hủy tất cả nhưng trừ một trong những tòa tháp, được bảo vệ bởi lực lượng ưu tú của Nod, và Scrin có thể hoàn thành xây dựng tòa tháp ngay trước khi GDI phá hủy nút điều khiển trung tâm của họ ở Ý. Với tòa tháp hoàn thành, nó sẽ trở thành bất khả xâm phạm với tất cả các hình thức vũ khí được biết đến của con người và GDI không còn lựa chọn nào khác là để nó đứng dưới sự quan sát chặt chẽ, vì nó là hoàn toàn trơ ra sau sự tàn phá của điều khiển trung tâm. Kane chuẩn bị để vào tòa tháp bằng cách sử dụng mã khóa đánh cắp từ lực lượng Scrin. Khi kết thúc chiến dịch Nod, Kane đón người chơi vào Inner Circle. Scrin, trong khi đó, lên kế hoạch xâm lược Trái Đất với một lực lượng lớn hơn.

### Tiểu thuyết
Một cuốn tiểu thuyết dựa trên trò chơi đã được viết bởi Keith RA DeCandido, và phát hành bởi Del Rey Books vào tháng 6 năm 2007

## Diễn viên

Joseph D. Kucan như là Kane trong Command & Conquer 3: Tiberium Wars

Electronic Arts đã xác nhận thông qua trailer đầu của trò chơi-trong đó nhân vật Kane là đặc trưng-với Joseph D. Kucan thực sự sẽ trở về vai trò của mình như là lãnh đạo của Brotherhood of Nod. Các đoạn cắt cảnh của Command & Conquer 3: Tiberium Wars sẽ được đạo diễn bởi đạo diễn điện ảnh trong nhà của EA là Richard Taylo ..
Một số diễn viên nổi tiếng cũng xuất hiện trong các đoạn cắt cảnh của Tiberium Wars ;:
- Josh Holloway (Lost) xuất hiện như sĩ quan tình báo Nod là Ajay.
- Tricia Helfer (Battlestar Galactica) miêu tả Tướng Nod Kilian Qatar.
- Michael Ironside (Top Gun, Starship Troopers, loạt trò chơi Tom Clancy"s Splinter Cell, SeaQuest DSV) xuất hiện như là Tướng GDI Jack Granger.
- Billy Dee Williams (Star Wars Episode V: The Empire Strikes Back, Star Wars Episode VI: Return of the Jedi, Batman) đóng Giám đốc GDI Redmond Boyle.
- Grace Park (Battlestar Galactica) là Trung tá GDI Sandra Telfair.
- Jennifer Morrison (House, M.D.) miêu tả Trung tá GDI Kirce James.

EA Los Angeles cũng sử dụng những tài năng của một số phát thanh viên ngoài đời thực để làm các tin thời sự theo phong cách truyền hình của các đoạn cắt cảnh của Tiberium Wars :
- Phóng viên tự do CNN Shanon Cook (Robin & Company) đóng vai nhân vật Cassandra Blair.
- Las Vegas Fox News John Huck xuất hiện như là William Frank.
- Shauntay Hinton (Miss USA năm 2002) được chọn vào vai phóng viên Brittany Murphy.

## Phát triển

### Lịch sử
Phần tiếp theo của Command & Conquer: Tiberian Sun đã được mong đợi kể từ khi game được phát hành vào năm 1999. Làm việc với một phần tiếp theo như vậy được cho rằng đã được bắt đầu tại Westwood Studios vào năm 2001, tuy nhiên Electronic Arts đã quyết định thay đổi trọng tâm của người kế nhiệm Tiberian Sun từ chủ đề tiểu thuyết khoa học viễn tưởng sang chủ đề hiện đại dựa trên xung đột ngoài đời thực, kết quả là Command & Conquer: Generals và các trò chơi dựa trên engine SAGE. Các nhà phát triển vẫn còn giữ lại ý tưởng của Command & Conquer 3 (dự kiến đặt tên là 'Incursion') với dự định nó sẽ được một bản cập nhật game C&C gốc về cách chơi và thiết lập . Nhưng trước khi phát hành General thì EA đã công bố rằng Westwood Studios (Las Vegas) sẽ bị đóng cửa và sẽ được hợp nhất thành EA Los Angeles. Sự sáp nhập này phân chia nhóm Westwood ban đầu, với một số thành viên của nó không sẵn sàng để chuyển đi và từ bỏ để hình thành công ty Petroglyph Games với phần còn lại thì chuyển đến Los Angeles để làm việc tại studio mới được hợp nhất. Với điều này, sự phát triển của Command & Conquer 3 bị ngừng lại.
Trong năm 2004, khái niệm nghệ thuật cũ từ Westwood Studios đã được công bố dưới cái tên "Command & Conquer 3". Các tác phẩm nghệ thuật đã cho thấy một đơn vị "mech", một trò chơi RTS môi trường 3D tương tự như cái được sử dụng trong General, và bản gốc hệ thống giao diện của cả hai Command & Conquer gốc và phần tiếp theo của nó là Tiberian Sun. Tháng 12 năm 2004, sau khi đội EALA ổn định lại, thì nhà sản xuất điều hành Command & Conquer là Mark Skaggs công bố trong e-mail rằng trò chơi Command & Conquer tiếp theo sẽ là Command & Conquer: Red Alert 3, và không cần chờ đợi phần tiếp theo của Tiberian Sun. Tuy nhiên ngay sau đó, Mark Skaggs bỏ EA vì lý do không xác định và ý tưởng cho Red Alert 3 đã được tạm ngưng. Mike Verdu sau này trở thành lãnh đạo mới của Command & Conquer. Vào ngày 18 tháng 4 năm 2006, Command & Conquer 3: Tiberium Wars đã sớm được công bố. Ngày 20 tháng 4, các thông cáo báo chí chính thức đã được thực hiện, và Electronic Arts Los Angeles sẽ bắt đầu đăng cai hội nghị thượng đỉnh của một số fan hâm mộ về thông tin phản hồi, xem trước và thảo luận về trò chơi mới ..
C&C 3 được phát hành trong ba phiên bản riêng biệt ; các thứ tự là phiên bản trước, phiên bản tiêu chuẩn (hộp nghệ thuật đặc trưng ở phần đầu đĩa) và phiên bản hạn chế Kane Edition là ấn phẩm đặc biệt cho nhà sưu tập ấn với tính năng bổ sung khác nhau và một DVD đi kèm. Tiberium Wars đã được đưa ra một giá bán lẻ đề xuất là 49,99$, trong khi C&C 3: Kane Edition có sẵn tại "nhà bán lẻ chọn" với giá bán lẻ đề xuất của Mỹ là 59,99$. Phiên bản hạn chế này được hạn chế đến 100.000 bản trên toàn thế giới . Nó cũng được bán ra trong Command and Conquer: Saga, cùng với Command & Conquer: The First Decade.
Trò chơi này được bổ sung phát hành cho Xbox 360 vào tháng 5 năm 2007, với Louis Castle trước đây có ghi:
And I know for a fact that they (the developers of Battle For Middle Earth II on 360) are doing this because these are the same guys, the same team, who's doing Command & Conquer 3 and they're definitely going to release it for the 360, you heard it here. And so what they are doing is they are really using Battle for Middle-earth II to sort of use it as a spring board to test, to see, how it is going to work for Command & Conquer 3, so they are trying to almost use this BFMEII as a beta; a very good beta.

Phần biên tập bản đồ cho Command và Conquer 3: Tiberium Wars đã được phát hành vào ngày 20 tháng 4 năm 2007 .
.
Hỗ trợ cho Xbox Live Vision Camera cũng được bao gồm .

### Engine
Một phiên bản sửa đổi mạnh của engine SAGE được sử dụng để chạy đồ họa của Conquer & Command 3. SAGE trước đây được sử dụng trong loạt trò chơi RTS Generals và The Battle For Middle-Earth, và các tính năng của engine sau đó đã được hiện diện trong C&C 3.

### Nhạc nền
Nhạc nền cho C&C 3 được sáng tác bởi Steve Jablonsky và Trevor Morris . Frank Klepacki - nhà soạn nhạc của tất cả các trò chơi C & C trước với ngoại lệ của Command & Conquer: Generals - đã liên lạc với Electronic Arts để viết nhạc cho Tiberium Wars, nhưng đã bỏ để tập trung vào sự nghiệp của ông tại Petroglyph Games . Tiêu đề của một số bài hát có liên quan đến Command & Conquer: Renegade.

### Bản mở rộng
Ngày 14 tháng 8 năm 2007, đội Electronic Arts của Command & Conquer 3: Tiberium Wars đã phát động một chương trình truyền hình theo phong cách trực tuyến dưới danh hiệu "BattleCast Primetime", có nghĩa là định kỳ cung cấp cho người hâm mộ với những thông tin và tin tức về tương lai của Tiberium Wars liên quan đến việc phát triển, bản mở rộng và bản vá lỗi. Trong "BattleCast Primetime" 's thí điểm tập phim, bản mở rộng đầu tiên của Tiberium Wars, Kane's Wrath, được chính thức công bố .

## Đánh giá

### Nhận xét
- PC Gamer của Mỹ đã xếp trò chơi là Editor's Choice với chỉ số 90%, nói rằng "One of the greatest RTS franchises of all time returns to glory", PC Gamer của Thụy Điển đánh giá là 81%, trong khi PC Gamer của Anh là 82%, nói rằng đó là "A welcome, but limited, return".
- Gamespot đánh giá trò chơi là 9,0/10 và "Editor's Choice", đề cập đến Tiberium Wars là "một trong những trò chơi chiến thuật thời gian thực hay nhất trong năm."[32]
- 1UP.com/Games for Windows: The Official Magazine xếp hạng các trò chơi là A.
- IGN cho trò chơi như là "tuyệt vời", đánh giá nó ở mức 8.5/10 [34].
- GamePro đã cho Command & Conquer 3: Tiberium Wars là "Editor's Choice" với mức đánh giá là 4,5 trên 5, chỉ định nó như là "Game của tháng" vào bìa tháng 6 năm 2007 [31]..
- Tạp chí PCFormat của Anh cho xếp hạng cho trò chơi là 81% và ca ngợi "greased eel-slick presentation and explosive, ripping action", làm cho Command & Conquer là "distillation of what RTS is all about", tuy nhiên nó cũng chỉ trích bởi sự thiếu sáng tạo.
- Pelit và MikroBitti cho nó 89/100 và 05/04,. MikroBitti hoan nghênh cho âm thanh và trò chơi, nhưng chỉ trích vì lòng trung thành quá mức của Command & Conquer thời kỳ đầu.
- Tạp chí Edge của Anh cho trò chơi mức đánh giá là 7.

### Giải thưởng
- Gamestar: Best RTS Game of 2007
- G-Phoria 2007 Awards: Best Strategy Game Lưu trữ ngày 20 tháng 6 năm 2017 tại Wayback Machine
- Firing Squad: Number 10 on Top Ten PC Games of 2007 Lưu trữ ngày 8 tháng 8 năm 2010 tại Wayback Machine
- 11th Annual Interactive Achievement Awards: Best Strategy/Simulation Game of the Year